# اس‌ام یو-۸۸
اس‌ام یو-۸۸ (به انگلیسی: SM U-88) یک زیردریایی بود که طول آن ۶۵٫۸ متر (۲۱۶ فوت) بود. این زیردریایی در سال ۱۹۱۶ ساخته شد.